# NGC 3621
NGC 3621 is een balkspiraalstelsel in het sterrenbeeld Waterslang. Het hemelobject ligt 22 miljoen lichtjaar van de Aarde verwijderd en werd op 17 februari 1790 ontdekt door de Duits-Britse astronoom William Herschel.

## Culminatie van NGC 3621
Tijdens de culminatie klimt NGC 3621, gezien vanuit de Benelux, tot 6 graden boven de zuidelijke horizon. De atmosferische omstandigheden moeten bijzonder gunstig zijn om met behulp van een telescoop alsnog iets van dit stelsel te zien te krijgen. De afwezigheid van storende lichthinder kan de mogelijkheid op het zien van NGC 3621 doen toenemen.

## Synoniemen
- ESO 377-37
- MCG -5-27-8
- UGCA 232
- AM 1115-323
- IRAS 11159-3235
- PGC 34554